# أقاليم آيسلندا
يستخدم التقسيم الإدارة للأقاليم في آيسلندا بشكل رئيسي لاغراض احصائية. وتستخدم أيضًا هذا التقسيم محكمة المقاطعة لاستمداد السلطة القضائية. وكذلك يستخدم التقسيم للاعمال البريدية (الرمز البريدي) مع بعض الاستثناءات. قبل عام 2003 كانت تستخدم الأقاليم كدوائر انتخابية للبرلمان. هذه الاستخدامات ( مع استثناء الاستخدامات الاحصائية ) كانت أساس التقسيم القديم للأقاليم عندما كانت العاصمة ريكيافيك (Reykjavík) إقليم خاص والبلديات المحيطه بها جزء من اقليم ريكانيس (Reykjanes) المعروف حالياً باسم اقليم جنوب شبة الجزيرة (شوذرنس Southern Peninsula)
هذه الأقاليم ليست منشأه بالقانون ولا تحمل الصفة الرسمية أو العمل الإداري، ولكن قد تستخدم لتقسيم ايسلندا لاغراض معينة .
الرعاية الصحية في ايسلندا مقسمه إلى 7 مناطق والتي لها ما يطابقها في التقسيم للأقاليم باستثناء إقليم الشمال غربي والإقليم الشمال شرقي والذين لهما منطقة صحية واحدة.

## نظرة عامة

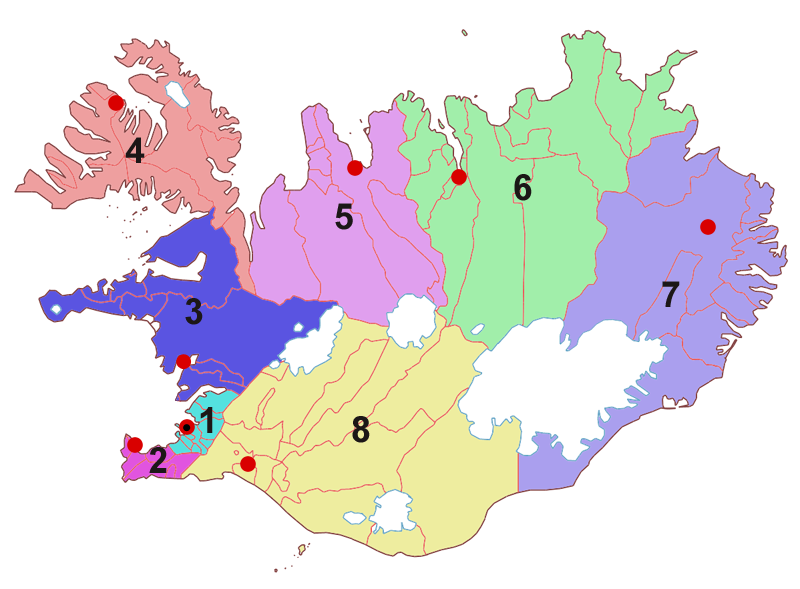
أنظر إلى الأرقام في الجدول وما يطابقها في الخريطة

| # | الإقليم                             | الاسم الآيسلندي                     | التعداد | المساحة (كم²) | الكثافة السكانية | رمز الأيزو ISO 3166-2 | عاصمة الإقليم            |
| - | ----------------------------------- | ----------------------------------- | ------- | ------------- | ---------------- | --------------------- | ------------------------ |
| 1 | العاصمة Capital Region              | هوفوبورغارشفايثي Höfuðborgarsvæði   | 205,675 | 1,062         | 193.67           | IS-1                  | ريكيافيك                 |
| 2 | جنوب شبة الجزيرة Southern Peninsula | شوذرنس Suðurnes                     | 21,206  | 829           | 25.58            | IS-2                  | كيفلافيك                 |
| 3 | الغربي Western Region               | فيشترلاند Vesturland                | 15,381  | 9,554         | 1.61             | IS-3                  | اكرانس Akranes           |
| 4 | المضايق Westfjords                  | فيسفيرذر Vestfirðir                 | 7,031   | 9,409         | 0.75             | IS-4                  | ايسافيرذير Ísafjörður    |
| 5 | الشمال غربي Northwestern Region     | نورذورلاند فيسترا Norðurland vestra | 7,271   | 12,737        | 0.57             | IS-5                  | سايذاركروكر Sauðárkrókur |
| 6 | الشمال شرقي Northeastern Region     | نورذورلاند ايسترا Norðurland eystra | 29,026  | 21,968        | 1.32             | IS-6                  | أكوريري                  |
| 7 | الشرقي Eastern Region               | اشترلاند Austurland                 | 12,434  | 22,721        | 0.55             | IS-7                  | ايلستاذر Egilsstaðir     |
| 8 | الجنوبي Southern Region             | شوذرلاند Suðurland                  | 23,833  | 24,526        | 0.97             | IS-8                  | سلفوس Selfoss            |
|   |                                     |                                     | 321,857 | 102,806       | 28.13            |                       |                          |